# Ревякин, Яков Алексеевич
Яков Алексеевич Ревякин (1866 — не ранее 1910-х) — крестьянин, депутат Государственной думы II созыва от Томской губернии.

## Биография
Родился в семье крестьянина села Успенского Ливенского уезда Орловской губернии. Окончил там же волостное училище.
В 1893 году переехал на жительство в Сибирь. Вначале был земледельцем, затем стал заниматься маслоделием в селе Медведское Легостаевской волости Барнаульского уезда Томской губернии.
Был попечителем при Медведско-Николаевской церкви, являлся представителем крестьян Барнаульского уезда при постройке моста в селе Медведском.
Участвовал в выборах в Государственную думу I созыва, был избран в феврале 1906 года выборщиком от Легостаевской волости для голосования на уездном избирательном собрании. 7 мая 1906 года съезд уполномоченных от волостей Барнаульского уезда избрал Я. А. Ревякина выборщиком на Томское губернское избирательное собрание. Однако на нём 31 мая 1906 года депутатом в Государственную Думу I созыва от Томской губернии избран не был (35 избирательных шаров при 51 неизбирательном).
Активно участвовал и в избирательной кампании в Государственную Думу II созыва. Весной 1907 года снова избран выборщиком от Легостаевской для голосования на уездном избирательном собрании. 8 апреля 1907 года съездом уполномоченных от волостей Барнаульского уезда был избран выборщиком для участия в Томском губернском избирательном собрании, 10 мая 1907 года избран в Государственную думу II созыва от общего состава выборщиков Томского губернского избирательного собрания (67 избирательными шарами при 13 неизбирательных).
16 мая 1907 года собрание жителей села Медведское провожали Ревякина в Санкт-Петербург для работы в II Государственной думе. Адрес от населения волости был зачитан волостным писарем. В нём выражалась надежда, что вновь избранному депутату удастся способствовать решению проблем землеустройства, сокращение налогов, улучшение здравоохранения.
Ни в одну из думских фракций не вошёл. Оставаясь внепартийным, придерживался левых политических взглядов.
В 1910-е годы был владельцем ручной маслобойни в селе Медведском, производил до 10 тонн (600 пудов) масла в год.
Дальнейшая судьба и дата смерти неизвестны.

### Рекомендованные источники
- М. Я. Строев. Депутат Томской губернии — уроженец с. Успенского. // "Родословие города и района.

### Архивы
- Российский государственный исторический архив]. Фонд 1278. Опись 1 (2-й созыв). Дело 637. Лист 11, 12.